# ستيفان بيرغمان
ستيفان بيرغمان (بالإنجليزية: Stefan Bergman)‏ هو رياضياتي أمريكي، ولد في 5 مايو 1895 في تشيستوخوفا في بولندا، وتوفي في 6 يونيو 1977 في بالو ألتو في الولايات المتحدة.